# Aleksandra Formella
Aleksandra Formella (Gdynia, 27 ottobre 2001) è una velocista e mezzofondista polacca.

## Record nazionali
Seniores
- 500 metri piani indoor: 1'09"56 ( Toruń, 2 gennaio 2024)

## Progressione

### 400 metri piani
| Stagione | Misura | Luogo    | Data      | Rank. Mond. |
| -------- | ------ | -------- | --------- | ----------- |
| 2025     | 51"73  | Poznan   | 5-7-2025  |             |
| 2024     | 52"10  | Sopot    | 16-6-2024 |             |
| 2023     | 52"96  | Varsavia | 25-6-2023 |             |
| 2022     | 53"04  | Poznan   | 30-7-2021 |             |
| 2021     | 53"49  | Suwalki  | 24-7-2021 |             |
| 2020     | 55"07  | Radom    | 12-9-2020 |             |
| 2019     | 54"67  | Sopot    | 23-6-2019 |             |

### 800 metri piani
| Stagione | Misura     | Luogo   | Data      | Rank. Mond. |
| -------- | ---------- | ------- | --------- | ----------- |
| 2025     | 2'01"53(i) | Toruń   | 23-2-2025 |             |
| 2024     | 2'04"89    | Olsztyn | 1-9-2024  |             |

## Palmarès
| Anno | Manifestazione               | Sede      | Evento        | Risultato            | Prestazione | Note  |
| ---- | ---------------------------- | --------- | ------------- | -------------------- | ----------- | ----- |
| 2019 | Europei U20                  | Borås     | 4x400 m       | Bronzo               | 3'37"13     |       |
| 2021 | Europei U23                  | Tallinn   | 400 m piani   | Semifinale           | 54"41       |       |
| 2021 | Europei U23                  | Tallinn   | 4x400 m       | Bronzo               | 3'30"38     |       |
| 2023 | Europei U23                  | Espoo     | 400 m piani   | Semifinale           | 54"78       |       |
| 2023 | Europei U23                  | Espoo     | 4x400 m       | 4ª                   | 3'31"38     |       |
| 2023 | Giochi mondiali universitari | Chengdu   | 400 m piani   | 4ª                   | 53"01       |       |
| 2023 | Giochi mondiali universitari | Chengdu   | 4x400 m       | Oro                  | 3'32"81     |       |
| 2024 | Europei                      | Roma      | 4x400 m mista | 7ª                   | 3'15"32     |       |
| 2024 | Olimpiade                    | Parigi    | 4x400 m       | Batteria             | 3'26”69     | [ 1 ] |
| 2025 | Europei indoor               | Apeldoorn | 800 m piani   | Batteria             | 2'09"60     | [ 2 ] |
| 2025 | Mondiali indoor              | Nanchino  | 4x400 m       | Argento              | 3'32"05     | [ 3 ] |
| 2025 | World Relays                 | Guangzhou | 4x400 m       | Ripescaggio mondiale | 3'24"56     |       |
| 2025 | Giochi mondiali universitari | Bochum    | 400 m piani   | 4ª                   | 23"29       | [ 4 ] |
| 2025 | Giochi mondiali universitari | Bochum    | 4x400 m       | Argento              | 3'30"21     | [ 5 ] |
| 2025 | Giochi mondiali universitari | Bochum    | 4x400 m mista | Oro                  | 3'15"58     | [ 6 ] |

## Campionati nazionali
- 1 volta campionessa polacca indoor della staffetta 4xx400 mista indoor (2023)

2021
- Bronzo ai campionati polacchi (Poznan), staffetta 4x400 mista - 3'41"46
- 8ª ai campionati polacchi (Poznan), 400 metri piani - 53"68

2023
- Oro ai campionati polacchi indoor (Słupsk), staffetta 4x400 mista - 3'27"61
- 5ª ai campionati polacchi (Gorzów Wielkopolski), 400 metri piani - 53"63

2024
- 4ª ai campionati polacchi (Bydgoszcz), 400 metri piani - 52"46

2025
- Bronzo ai campionati polacchi indoor (Toruń), 800 metri piani - 2'01"53